# SOS&M大樂隊
《SOS&M大樂隊》由主持人草莓姐姐、柳丁哥哥、太陽哥哥、月亮姐姐，以及手偶大頭、饅頭、小恩、莎莎所主持東森幼幼台的兒童節目，共15集。

## 主持人
- 草莓姐姐
- 柳丁哥哥
- 太陽哥哥
- 月亮姐姐
- 番茄姐姐 (第一代)
- KIWI姐姐
- 天竺鼠姐姐
- 浣熊哥哥

## 外部連結
YouTube上的【SOS&M大樂隊】完整版線上看！音樂｜兒童節目｜YOYO播放列表